# 모스트-히드
모스트-히드(슬로바키아어: Most-Híd)는 2009년 슬로바키아에서 만들어진 자유보수주의 정당이다. 모스트와 히드는 각각 슬로바키아어와 헝가리어로 "교량"(다리)을 뜻한다.
슬로바키아에 거주하는 헝가리인과 슬로바키아인 간의 화합을 지향한다. 현재 지도자는 벨러 부가르이며, 2020년 총선거 결과, 원내 진출에 실패하였다.